# Răzvan Raț
Răzvan Raţ (Slatina, Rumanía, 26 de mayo de 1981) es un exjugador de fútbol.

## Biografía
Raţ, que juega de lateral izquierdo, empezó su carrera futbolística en las categorías inferiores del Rapid Bucarest, hasta que el 21 de abril de 1999 debuta con el primer equipo ante el Ceahlăul Piatra Neamţ. Ese mismo año gana su primer título de Liga, ganando también la Supercopa de Rumanía.
En la temporada 00-01 su club, ante la falta de oportunidades de entrar el once inicial, decide cederlo al FCM Bacău. La temporada de su regreso, en la que juega ya de forma más regular, se proclama campeón de Copa y de Supercopa, y al año siguiente gana una Liga y otra Supercopa.
En 2003 ficha por el Shajtar Donetsk ucraniano, donde se convierte en uno de los jugadores clave. Con este equipo consigue varios títulos: siete Ligas, cinco Copas, tres Supercopas y una Copa de la UEFA, además de haber participado en la Champions League con este club.
Tras diez años en el Shajtar, el 21 de mayo de 2013 ficha por el West Ham United de la Premier League. Su debut con el conjunto inglés se produjo el 27 de agosto en un partido de la Copa de la Liga ante el Cheltenham Town partido que acabó con 2-1 favorable al West Ham. El 31 de enero de 2014 rescinde su contrato con el club británico de acuerdo mutuo. Días después, el 13 de febrero firma por el Rayo Vallecano de la Primera División de España.

### Selección nacional
Ha sido internacional con la Selección de fútbol de Rumania en 113 ocasiones. Su debut como internacional se produjo el 13 de febrero de 2002 en un partido contra Francia. Anotó su primer tanto con la camiseta nacional el 2 de abril de 2004 en un partido amistoso en el que Rumania se impuso a Alemania por cinco goles a uno.
Fue convocado para participar en la Eurocopa de Austria y Suiza de 2008, donde fue un fijo en el once inicial, disputando los tres partidos que su selección disputó en el torneo.

## Clubes
| Club                          | País       | Año       |
| ----------------------------- | ---------- | --------- |
| Rapid Bucarest                | Rumania    | 1998-2003 |
| → FCM Bacău (cedido)          | Rumania    | 2000-2001 |
| FK Shajtar Donetsk            | Ucrania    | 2003-2013 |
| West Ham United Football Club | Inglaterra | 2013-2014 |
| Rayo Vallecano                | España     | 2014      |
| PAOK Salónica FC              | Grecia     | 2014-2015 |
| Rayo Vallecano                | España     | 2015-2018 |
| ACS Poli Timișoara            | Rumania    | 2018      |

## Títulos
- 2 Ligas de Rumania (Rapid de Bucarest, 1999 y 2003)
- 1 Copa de Rumania (Rapid de Bucarest, 2002)
- 3 Supercopas de Rumania (Rapid de Bucarest; 1999, 2002 y 2003)
- 7 Ligas de Ucrania (Shajtar Donetsk; 2005, 2006, 2008, 2010, 2011, 2012 y 2013)
- 5 Copas de Ucrania (Shajtar Donetsk, 2004, 2008, 2011, 2012 y 2013)
- 3 Supercopas de Ucrania (Shajtar Donetsk, 2005, 2008, 2010)
- 1 Copa de la UEFA (Shajtar Donetsk, 2009)